# Preparativos para a Copa do Mundo FIFA de 2014
Os custos de para a Copa do Mundo da FIFA de 2014 no Brasil são estimados para serem um dos maiores na história da Copa do Mundo da FIFA.
Previsões na véspera do torneio coloque o custo para o governo brasileiro em 14 bilhões de dólares. Esta despesa tem sido em grande parte nas obras dos estádios e projetos de infraestrutura. O órgão máximo do futebol, a FIFA, também faz uma estimativa de 4 bilhões de dólares em custos para realizar o torneio final.

## Estádios

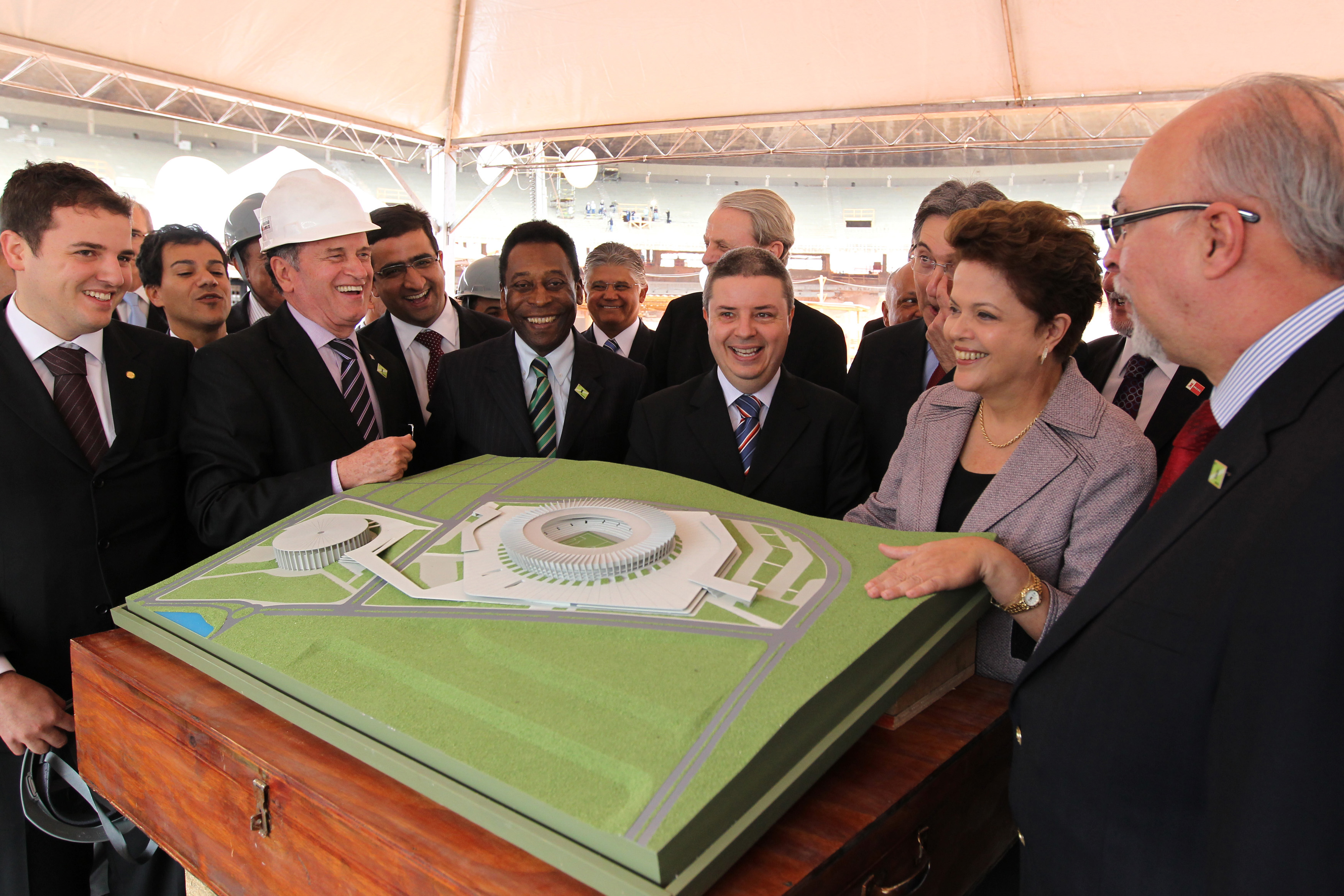
Dilma Rousseff e Pelé ao lado de uma maquete do projeto de remodelação do Estádio Mineirão, em Belo Horizonte

Embora os organizadores tenham originalmente estimado um custo de 1,1 bilhão de dólares, estima-se que 3,6 bilhões de dólares tenham sido gastos em obras de reforma e construção de estádios. Cinco das cidades-sede escolhidas tiveram novos locais construídos especificamente para a Copa do Mundo. O Estádio Nacional Mané Garrincha, em Brasília, foi demolido e reconstruído, sendo que os seis restantes foram renovados. O Estádio do Maracanã, no Rio de Janeiro, que já detém o recorde de público para uma partida de final de Copa do Mundo (público de 199.854 pessoas), é o maior dos estádios e será o palco da final do torneio. A CBF originalmente destinou o jogo de abertura ao Estádio do Morumbi, em São Paulo, mas o plano foi derrubado em 2010 e substituído pela Arena Corinthians, devido a ausência de garantias financeiras para que as melhorias necessárias fossem realizadas.
O primeiro estádio totalmente novo, o Castelão, em Fortaleza, entrou em operação em janeiro de 2013. Seis dos locais foram utilizados durante a Copa das Confederações de 2013. No entanto, mais de seis estádios perderam o prazo original de 31 de dezembro de 2013, estabelecido pela FIFA, para conclusão das obras. A conclusão da nova Arena Corinthians foi prejudicada por um colapso fatal do guindaste em novembro de 2013, que destruiu parte do estádio e matou dois trabalhadores da construção civil. O progresso lento na remodelação da Arena da Baixada, em Curitiba, levou a FIFA a ameaçar tirar o estádio do torneio em janeiro de 2014, a menos que um progresso significativo fosse feito no mês seguinte; depois de ficar satisfeita com o progresso, a FIFA confirmou que Curitiba continuaria a ser uma das cidades-sede do evento.
Durante os primeiros três meses de 2014, os primeiros jogos foram encenados nos estádios de Manaus, Natal e Porto Alegre. No entanto, após uma inspeção de todos as sedes em maio 2014, o secretário-geral da FIFA, Jérôme Valcke, expressou preocupações sobre a disponibilidade de Natal, Porto Alegre e São Paulo, sendo que eventos de teste adicionais ainda precisavam ser feitos. O vice-ministro dos Esportes do Brasil, Luis Fernandes, respondeu afirmando que "não havia pânico".

## Infraestrutura

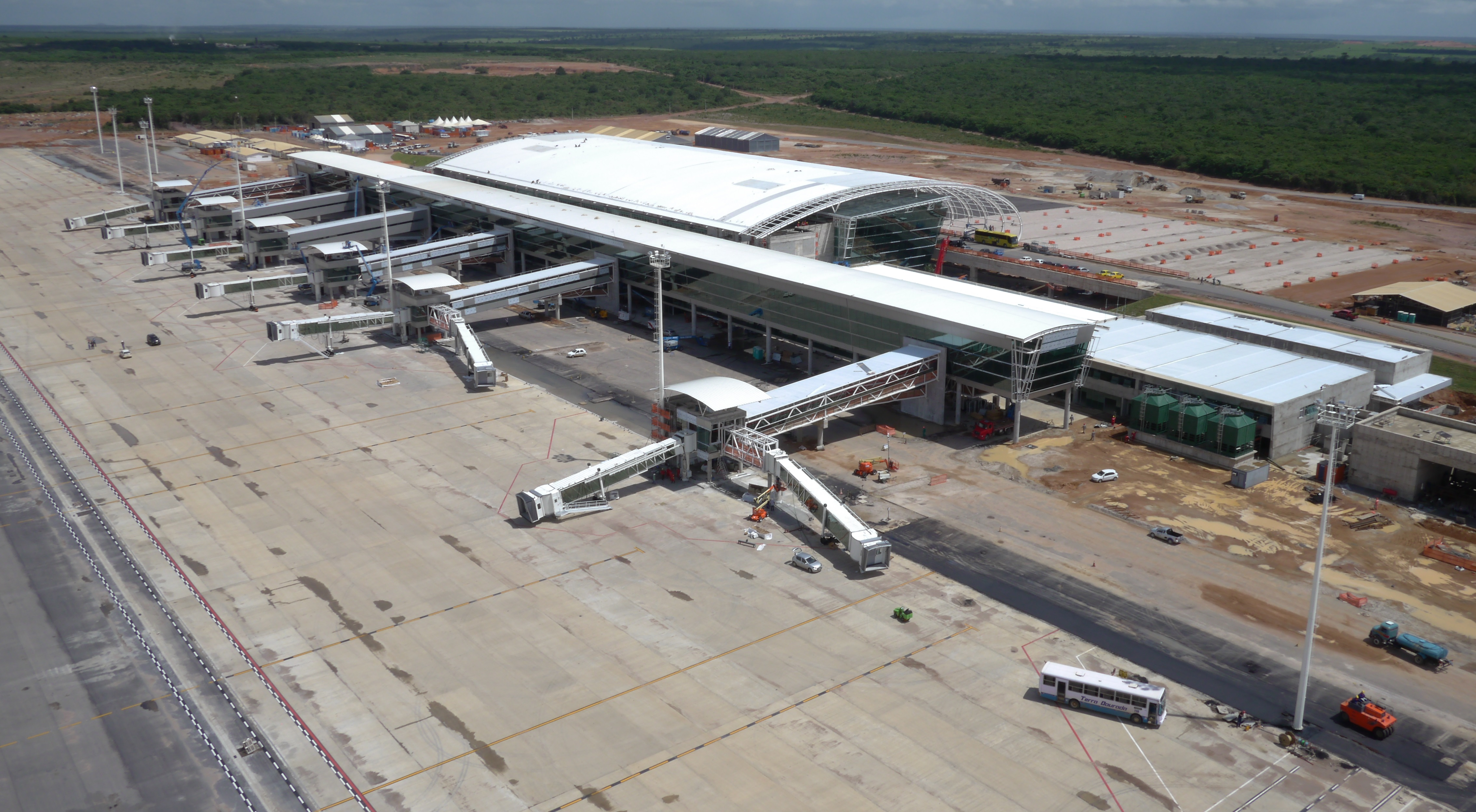
Aeroporto Internacional de São Gonçalo do Amarante, Rio Grande do Norte, em Natal, concedido a iniciativa privada e o único aeroporto em construção para a Copa.

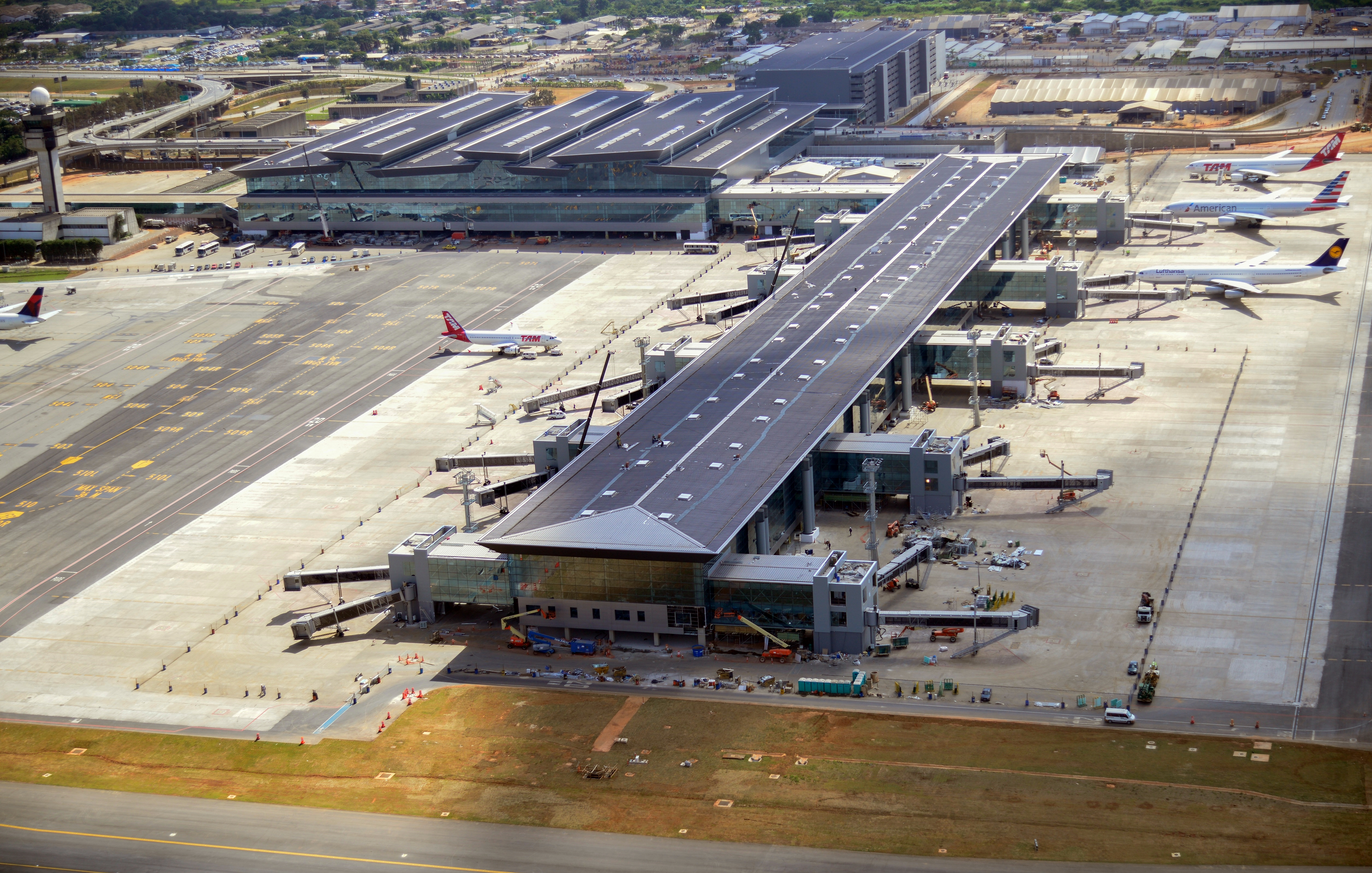
Novo Terminal 3 do Aeroporto Internacional de São Paulo-Guarulhos

Quando informado sobre a decisão de sediar o torneio, o presidente da CBF, Ricardo Teixeira, disse: "Nós somos uma nação civilizada, uma nação que está passando por uma fase excelente e temos tudo preparado para receber adequadamente a honra de organizar uma excelente Copa do Mundo." Teixeira estava na sede da FIFA, em Zurique, quando fez o anúncio. "Nos próximos anos teremos um fluxo consistente de investimentos. A Copa de 2014 permitirá ao Brasil ter uma infra-estrutura moderna", disse Teixeira. "Em termos sociais será muito benéfico. Nosso objetivo é tornar o Brasil mais visível nas arenas globais", acrescentou. "A Copa do Mundo vai muito além de um mero evento esportivo. Vai ser uma ferramenta interessante para promover uma transformação social."
Em setembro de 2008, o Ministro de Transportes do Brasil anunciou o trem de alta velocidade no Brasil, um projeto para a Copa do Mundo que faria a ligação entre as cidades de Campinas, São Paulo e Rio de Janeiro. o projeto custaria R$ 11 bilhões. A tecnologia para a construção provavelmente será feita por empresas da França, Japão, Coreia do Sul ou Alemanha, que irão formar consórcios com empresas de engenharia brasileiras. No entanto, em 2 de julho de 2010, foi anunciado que a linha não é esperada para ser inaugurada antes do final de 2016.

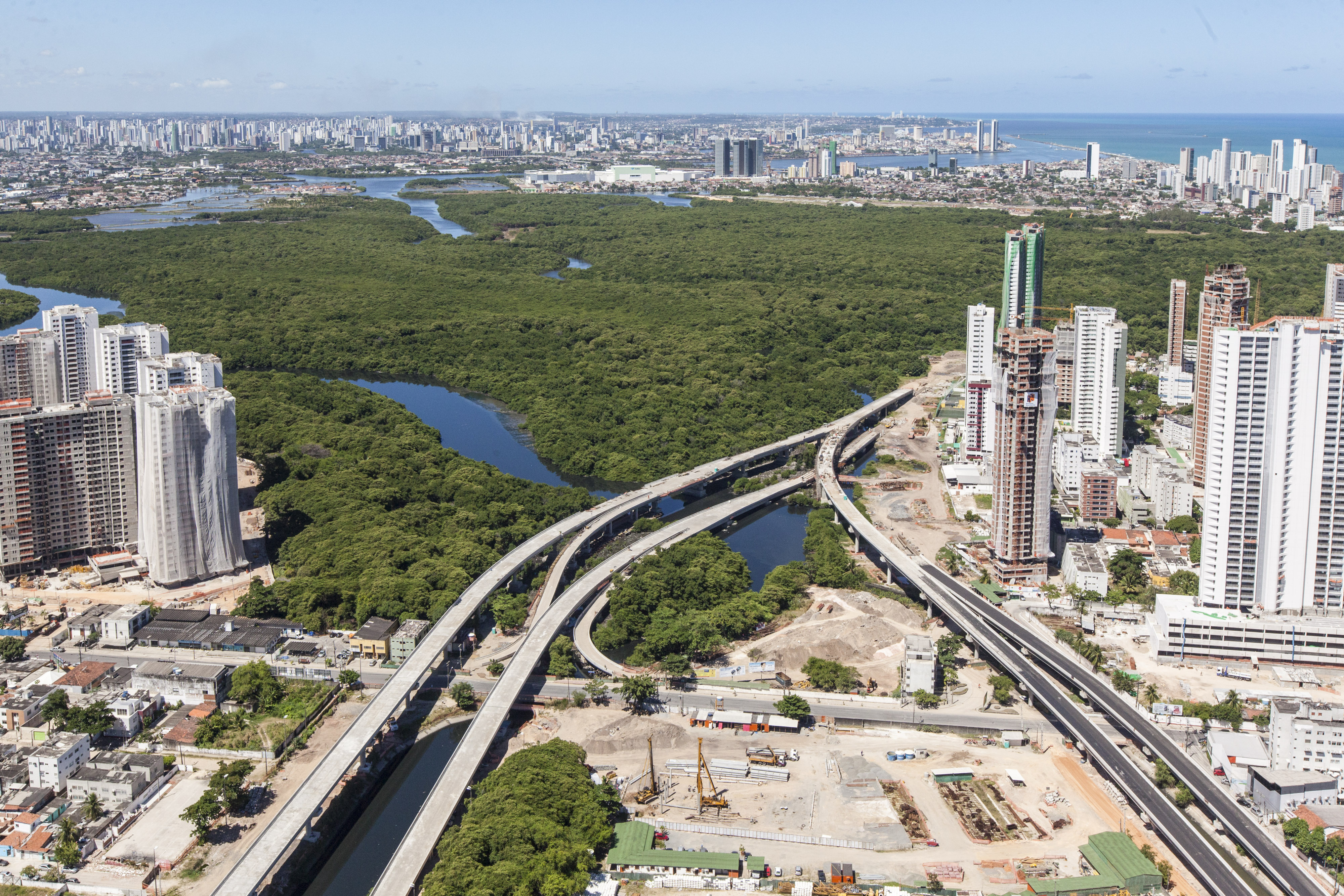
Construção de uma avenida para o campeonato em Recife, Pernambuco

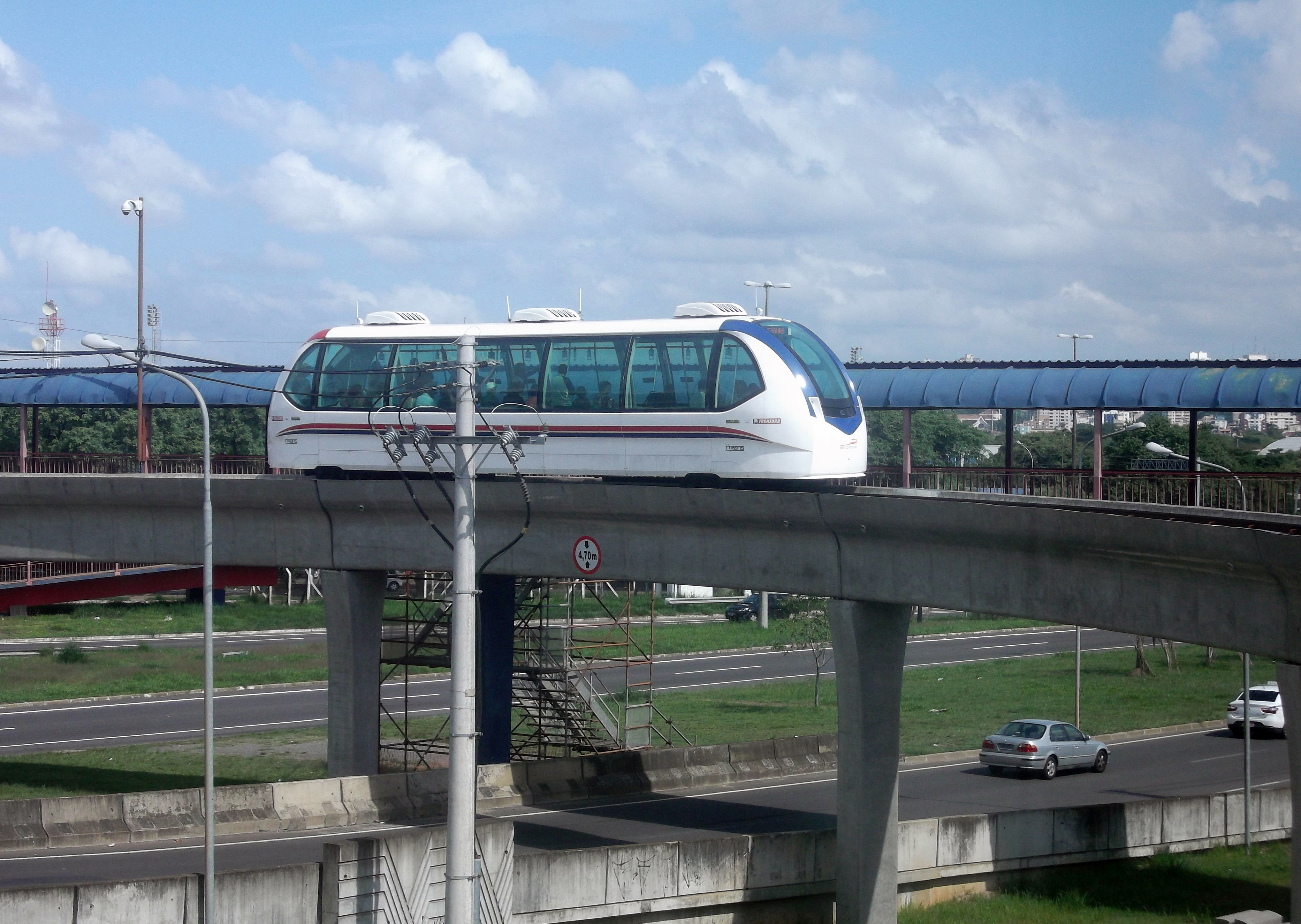
Aeromóvel de Porto Alegre, Rio Grande do Sul

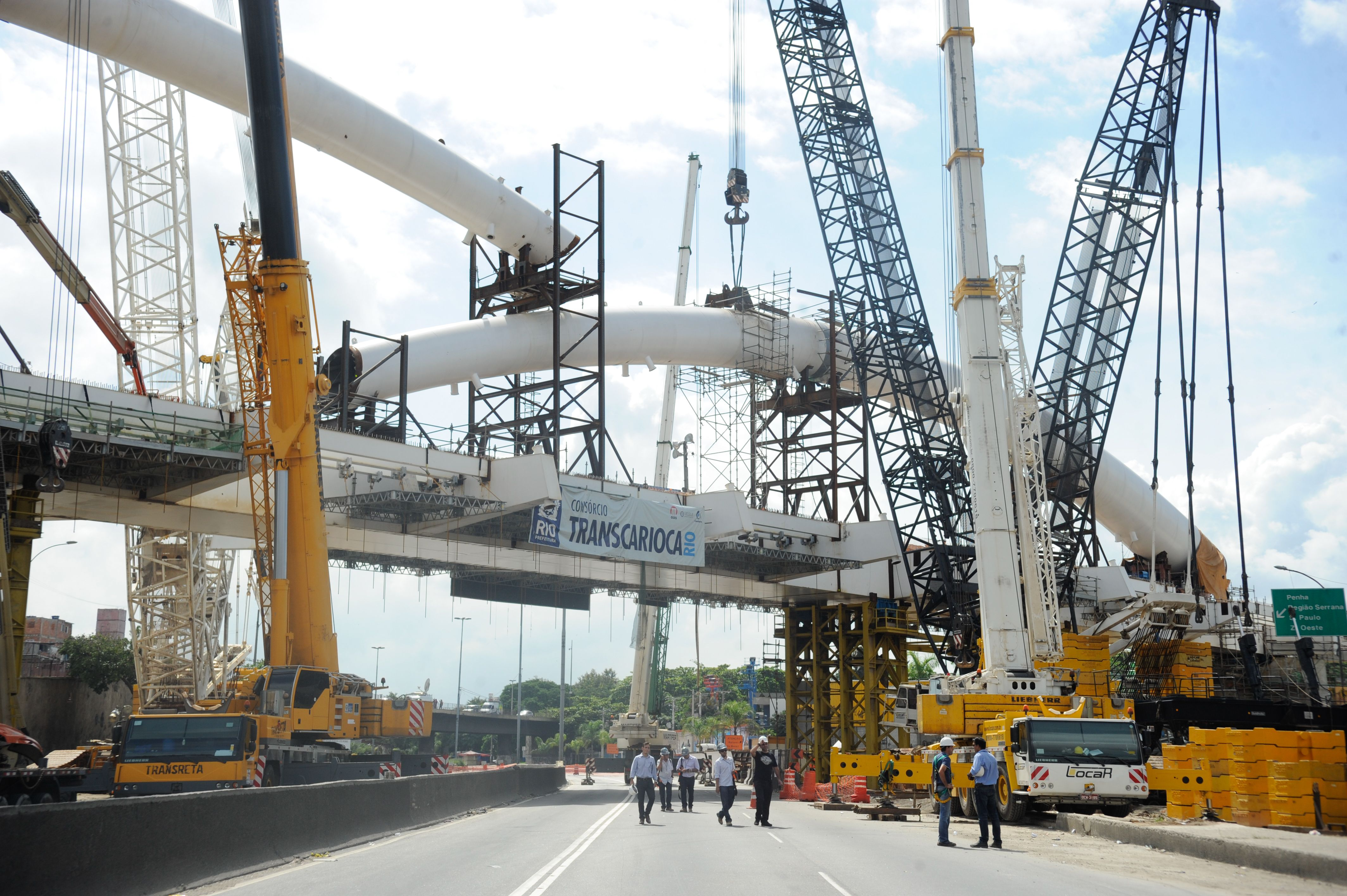
Trecho da Avenida Brasil fechado ao tráfego para obras de construção do arco do Viaduto Pedro Ernesto, estrutura que integrará o BRT TransCarioca, no Rio de Janeiro

Em 31 de agosto de 2009, a agência estadual de gestão dos aeroportos da Infraero divulgou um plano de investimentos de R$ 5,3 bilhões para atualizar os aeroportos de dez cidades sede, aumentando a sua capacidade e o conforto para os centenas de milhares de turistas esperados para a Copa. Uma parcela significativa (55,3%) do dinheiro será gasto reformulando os aeroportos de São Paulo e Rio de Janeiro. O valor de investimento abrange obras a serem realizadas até 2014.
O anúncio feito pela Infraero veio em resposta às críticas feitas pela Associação Brasileira de Aviação Geral, um grupo de proprietários de aviões particulares, de que os aeroportos do Brasil atualmente não poderiam lidar com o afluxo causado pela Copa do Mundo. O vice-presidente da associação, Adalberto Febeliano, disse a jornalistas que mais de 500.000 fãs de futebol eram esperados, com cada uma tendo entre seis e quatorze voos durante o torneio para chegar aos jogos nas diversas cidades sede.
A maioria dos aeroportos do Brasil foram construídos antes do fim da Segunda Guerra Mundial e vários estão em ponto de saturação em termos de passageiros, de acordo com a associação. Acrescentou que deve ser possível reformar as instalações "no prazo de três ou quatro anos", se existir vontade política. A Infraero afirmou em um comunicado: "Na corrida contra o tempo, a Infraero garantirá que os sessenta e sete aeroportos na sua rede estejam em perfeitas condições para receberem com conforto e segurança os passageiros do Brasil e do exterior". Em maio de 2010, o governo brasileiro alterou a legislação de licitação para permitir maior flexibilidade para a Infraero. Além de reformas nos aeroportos existentes, foi construído um novo, o Aeroporto Internacional de São Gonçalo do Amarante no Rio Grande do Norte. A Agência Nacional de Aviação Civil autorizou a criação de 2 mil novos voos e a alteração em mais de 42% dos já existentes para que a malha aérea atenda as demandas na época do evento.
Apesar da infraestrutura relativa à mobilidade urbana nas sedes da Copa prever 56 intervenções ao custo de R$15,4 bilhões em 2010, no ano do torneio só se contabilizavam 39 ao custo de R$7,9 bilhões. Belo Horizonte conseguiu criar vias de ônibus do tipo BRT, mas Porto Alegre e Brasília tiveram de adiar planos similares, e outros como o Monotrilho de Manaus e o VLT de Cuiabá ficaram para depois da Copa. A maioria dos aeroportos não conseguiu realizar as expansões esperadas. Dos 81 projetos previstos na  Matriz de Responsabilidades do Mundial, apenas 15 estavam concluídos em março de 2014 - 11 em aeroportos, três na área de mobilidade e um porto - e somente quatro haviam sido entregues dentro do prazo. Apesar do corte de R$ 3 bilhões nos investimentos - de R$17,4 bilhões para 14,7 - a maioria dos projetos viu um aumento nos custos. O Tribunal de Contas da União também atrasou a liberação de verbas para áreas como segurança e turismo.

## Plano antifraude
Em 11 de junho de 2010, o Governo Federal lançou um programa para proteger as propostas para o trabalho na preparação da Copa de 2014 e para os Jogos Olímpicos de 2016 contra a possibilidade de fraude ou corrupção. O plano, conhecido como "Jogando Limpo", inclui uma série de orientações de conselhos para que as instituições do Governo, e também as autoridades fiscais, como também os cidadãos comuns possam identificar e denunciar tentativas de fraudes nas propostas. O programa, que foi lançado pelo Ministério da Justiça e pelo Ministério do Esporte, também tem um plano de criação de um grupo especial para manter atenção sobre as propostas para protege-las contra ameaças de fraude e também para evitar atrasos nas obras.

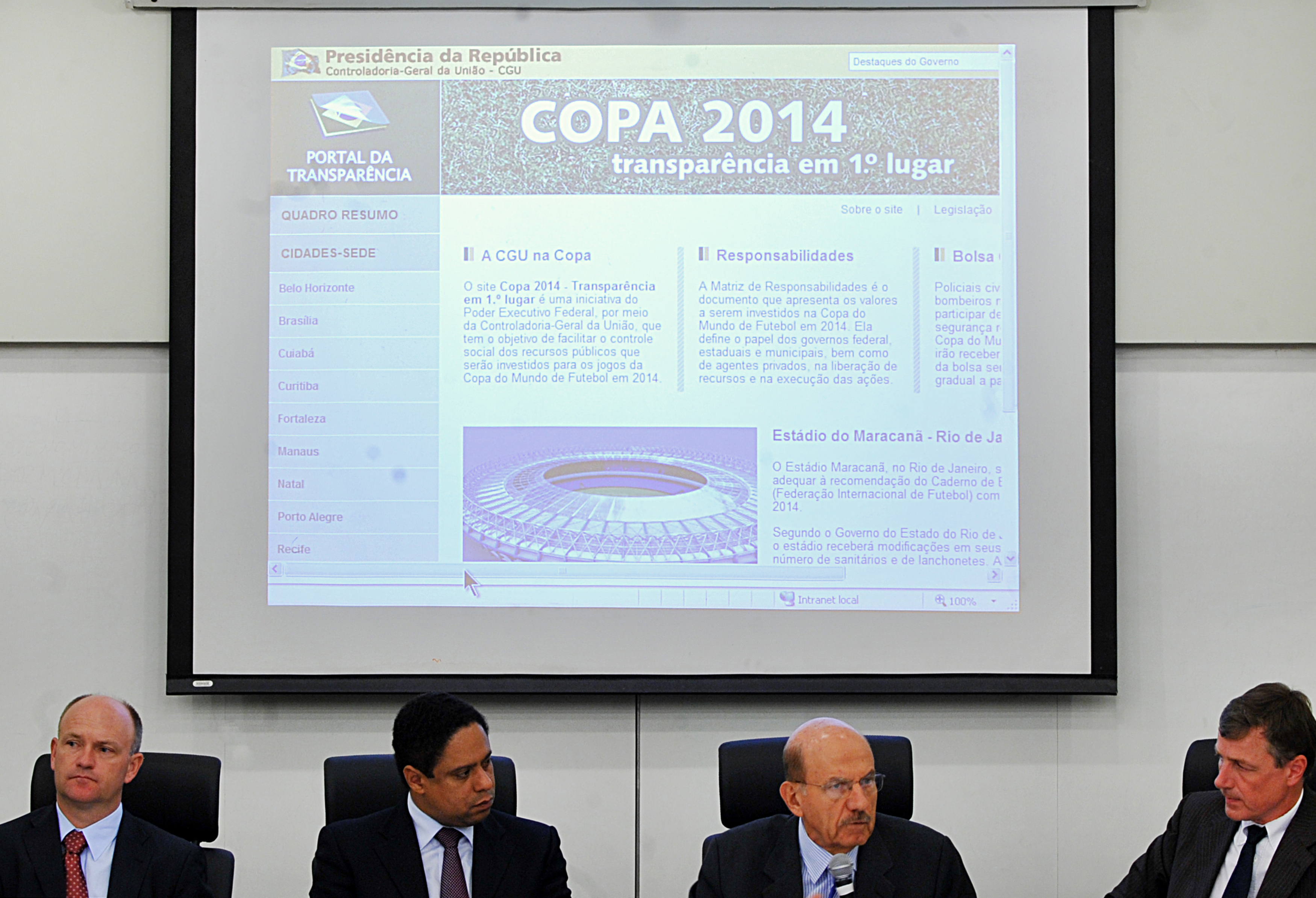
Lançamento do Portal da Transparência.

Esta iniciativa, também impulsionada pela Controladoria Geral da União, também planeja uma campanha para tornar as pessoas conscientes da necessidade de prestar atenção a possíveis fraudes e sempre denunciar os casos. O programa enfatiza as medidas contra os cartéis e acordos possíveis entre empresas concorrentes para fixar preços acima dos níveis do mercado, na tentativa de aumentar o valor dos contratos com o Estado. "Nada pode ser pior do que alguém tirar proveito destas duas grandes oportunidades para cometer crimes. Este é um fenômeno mundial", disse o ministro da Justiça, Luís Paulo Barreto, durante a cerimônia de lançamento do programa.
"Os empresários poderiam estar entrando com um acordo sobre os preços, a fim de competir nestas propostas. Isso é algo que precisa ser resolvido. Precisamos promover fair play também nas nossas propostas," o Sr. Barreto acrescentou. "Fair play é uma coisa que seria de esperar de um país que pretende sediar eventos desse porte", acrescentou. Para o ministro, se a África do Sul abriu sua Copa do Mundo, o Brasil também conseguirá organizar a sua, com a programação das obras que serão necessárias para o evento e também a definição dos investimentos que serão feitos em obras de infraestrutura, serviços e espaços desportivos.
O ministro Barreto disse que, entre 2007 e 2010, houve um total de 265 mandados de busca e apreensão emitidos no Brasil para combater o crime de formação de cartel. No mesmo período mais de 100 pessoas foram presas preventivamente pelo mesmo crime e, atualmente, um adicional de 251 pessoas estão sendo investigadas.

## Incentivos fiscais

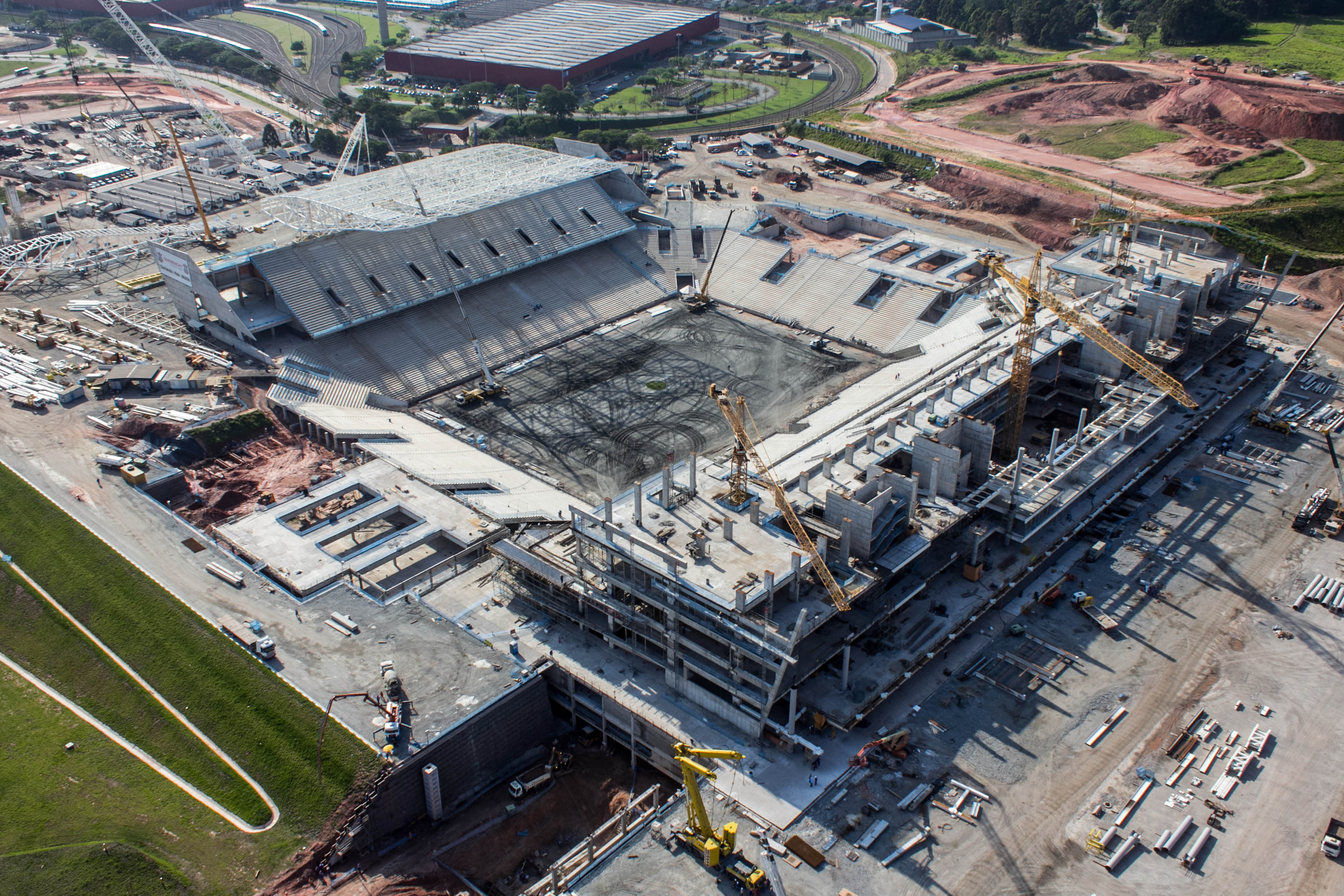
Construção da Arena Corinthians, em São Paulo, um dos estádios que receberam incentivos fiscais da prefeitura.

O Governo Federal informou em 17 de maio de 2010, que fará uma concessão de incentivos fiscais para a construção e remodelação de estádios para a Copa de 2014. Em nota, o Ministério da Fazenda disse que "a concessão será de isenção fiscal para os estádios da Copa do Mundo, que não terão de pagar Imposto sobre Produtos Industrializados (IPI), Imposto de Importação (II) ou contribuições sociais (PIS/COFINS)."
Além disso, as doze cidades que serão sede dos jogos da Copa do Mundo devem ser capazes de conceder a isenção do Imposto sobre Circulação de Mercadorias e Serviços (ICMS) sobre todas as operações envolvendo mercadorias e outros bens para a construção ou remodelação dos estádios. "Condicionais sobre a concessão cumulativa dos benefícios envolvendo Imposto de Importação, IPI e PIS/COFINS, a isenção de ICMS sobre as importações só serão aplicáveis se a mercadoria não tiver um produto similar de produção nacional", informou em nota, acrescentando que esta decisão deve ser viabilizada através de uma Lei ou Medida Provisória.
Em setembro passado, o Banco Nacional de Desenvolvimento Econômico e Social (BNDES) abriu uma linha de crédito de R$ 4,8 bilhões  para os estádios da Copa do Mundo. Cada cidade anfitriã será capaz de financiar até R$ 400 milhões , ou 75% do projeto, com recursos do Banco.

## Segurança

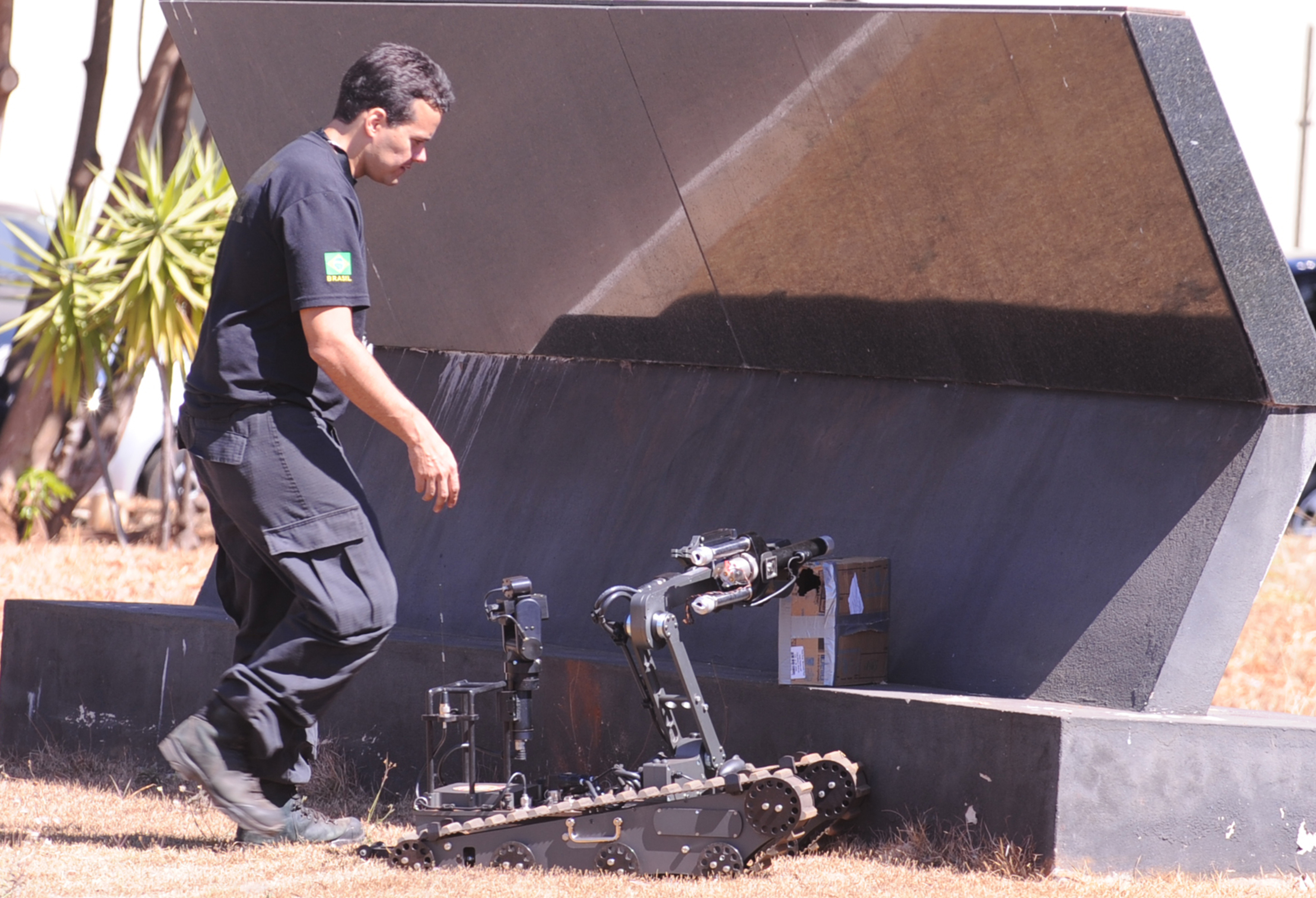
Agente do Departamento de Polícia Federal a testar um robô antibomba

O governo brasileiro prometeu que 900 milhões de dólares serão investidos nas forças de segurança e que o torneio será "um dos eventos esportivos mais protegidos da história". O secretário-geral da FIFA, Jérôme Valcke, prometeu que "o mais alto nível de segurança que você pode imaginar" irá operar durante a competição. Ele planeja ter um policial para cada 50 pessoas que frequentam os jogos e um para cada 80 pessoas em eventos de exibição pública em todo o país.
O investimento em medidas de segurança , tais como sistemas de reconhecimento facial e robôs não tripulados de segurança já foram feitos. Um plano de segurança integrado foi desenvolvido para obter informações a partir de fontes sobre potenciais terroristas, arruaceiros e hooligans. Um total de 150 mil profissionais de segurança pública e militares vão garantir a segurança do torneio, ao lado de outros 20 mil agentes de segurança privada.